# Sighvatur Björgvinsson
Sighvatur Björgvinsson (ur. 23 stycznia 1942 w Reykjavíku) – islandzki polityk Partii Socjaldemokratycznej a następnie Sojuszu.